# Chilled drive
Chilled drive (ook wel Zen drive) is een ongenummerd verzamelalbum uit 2005 van Michel Huygen. Volgens de tekst op de hoes is het 'Chill-out music for a relaxed drive'. De muziek komt van diverse albums uit het verleden van Huygen met trage ritmes binnen ambient of new-agemuziek.
Michel Huygen speelt alle instrumenten waaronder de minimoog, Korg Wavestation en Roland Corporation. In de nummers Sybaris (A18) en Torquemada is Santi Picó op gitaar te horen. Picó is voormalig lid van Neuronium, de band rondom Huygen

## Muziek
| Nr. | Titel                          | Duur |
| --- | ------------------------------ | ---- |
| 1.  | Akuatika (Huygen)              | 4:04 |
| 2.  | Priorité absolue (Huygen)      | 6:47 |
| 3.  | Azizi (Huygen)                 | 4:08 |
| 4.  | Chilled drive (Huygen)         | 7:14 |
| 5.  | Promenade (Huygen)             | 4:56 |
| 6.  | Homo erectus (Huygen)          | 3:44 |
| 7.  | Digitron (Huygen)              | 3:57 |
| 8.  | Believe in yourself (Huygen)   | 3:42 |
| 9.  | Sybaris (A-18) (Huygen)        | 3:37 |
| 10. | Torquemada (Huygen)            | 5:48 |
| 11. | Montréal first stop (Huygen)   | 3:57 |
| 12. | Privilege (Huygen)             | 4:08 |
| 13. | En busca del misterio (Huygen) | 3:20 |